# 2652 Yabuuti
2652 Yabuuti este un asteroid din centura principală, descoperit pe 7 aprilie 1953 de Karl Reinmuth.